# Шомуродов, Далер
Далер Шомодуров (тадж. Далер Шомодуров, 1 января 1993 года, Куляб) — таджикский футболист, полузащитник клуба «Хосилот».

## Карьера
Начал карьеру в клубе «Равшан Куляб». Летом 2012 года перешёл в «Худжанд». В 2013 году оказался в «Регар-ТадАЗе». В его составе играл в кубке АФК. В одном из матчей был удалён с поля.